# سوپرفورمنس

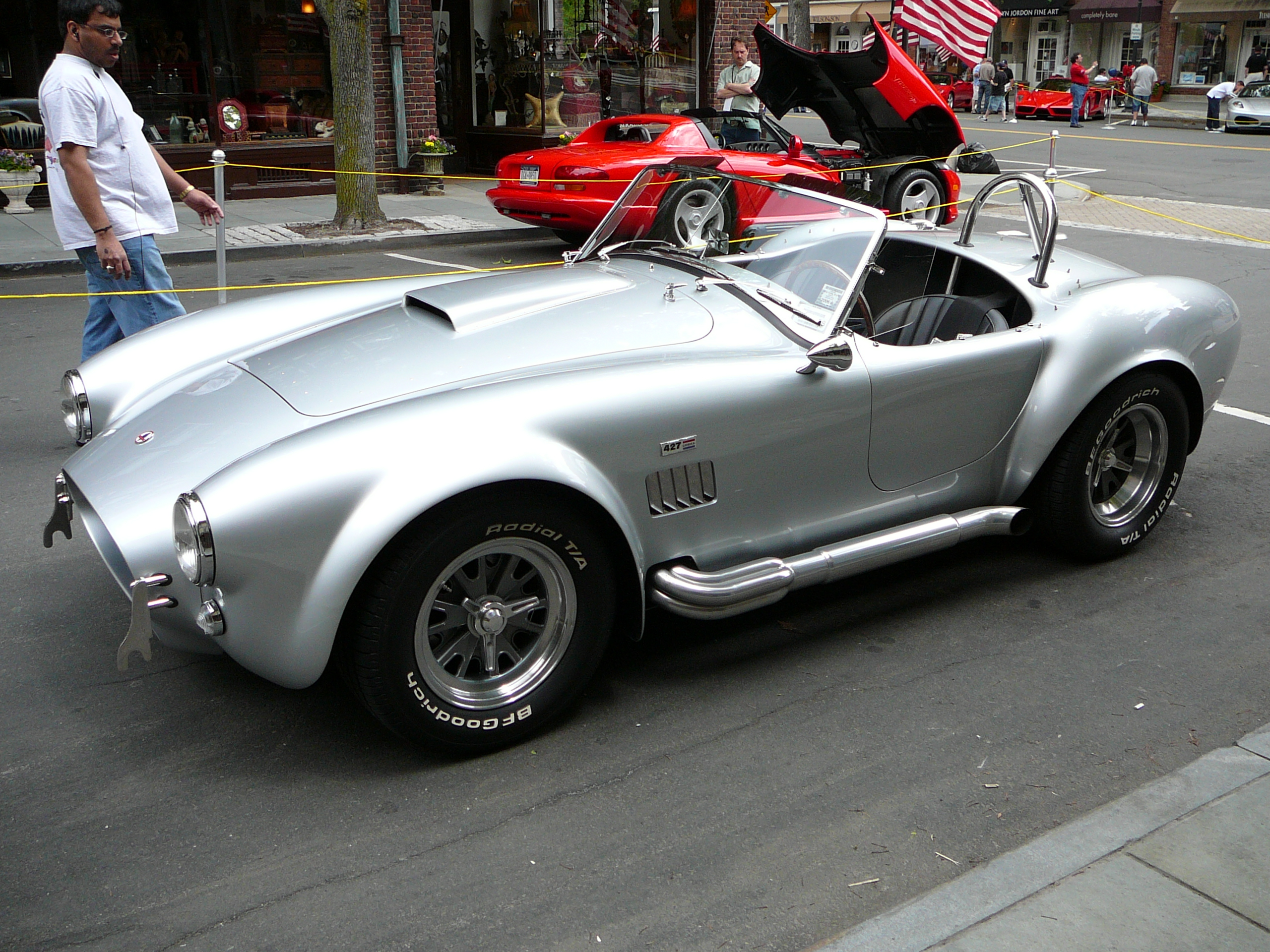
سوپرفورمنس MKIII

سوپرفورمنس (به انگلیسی: Superformance) نام یک شرکت سازنده خودروی سوپر اسپورت امریکایی است.
مرکز این شرکت (تأسیس ۱۹۹۶) در ارواین قرار دارد.